# Ambina
Ambina is een geslacht van vlinders van de familie tandvlinders (Notodontidae), uit de onderfamilie Notodontinae.

## Soorten
- A. andranoma Kiriakoff, 1969
- A. dorsalis (Kiriakoff, 1960)
- A. insufficiens (Kiriakoff, 1960)
- A. kodamire (Viette, 1954)
- A. ochreopicta (Kenrick, 1917)
- A. ochribasis (Kiriakoff, 1960)
- A. septentrionalis Kiriakoff, 1969
- A. spissicornis (Mabille, 1900)
- A. trioculata Kiriakoff, 1969